# Валмиерский замок
Ва́лмиерский за́мок (латыш. Valmieras pils, нем. Schloß Wolmar, в старорусских источниках времён ливонских войн Володимерец) — средневековый замок, руины которого в настоящий момент расположены в центре латвийского города Валмиера, на правом берегу Гауи.

## История
В начале XIII века, как предполагают историки, в устье реки Ратсупе находился замок латгалов Аутине.
По предположениям историков, строительство Валмиерского замка началось вскоре после 1224 года.
В начале XIV века у замка выросло поселение, которое вместе с замком имело общие оборонительные сооружения. Валмиера (Woldemer) впервые упоминается в летописи в 1323 году.
До наших дней от замка сохранились небольшие фрагменты западной, юго-западной и северо-западной стены первого предзамка.

## Предания
- Рыцари заставляли жителей этого края собирать для строительства замка валуны со своих культовых языческих мест.
- Бывает, что ночью в здешних краях светятся камни. В старинном замке то и дело случались несчастья. Люди умирали от совершенно непонятных болезней, вешались, а когда из темноты выглядывало лицо жителя потустороннего мира, то сходили с ума и кидались со стен в ров. Предание гласит, что первый крестоносец, приказавший стаскивать камни с языческих мест, умер страшной смертью, а затем его труп несколько недель висел в воздухе над стенами, пока его не склевали до костей птицы…
- Во время строительства Валмиерского замка по округе ездили с бочками и все по утрам должны были сдавать молоко, и не имело значение, сколько у тебя коров — одна или две. Известь замешивали на молоке, поэтому старая кладка такая прочная.